# Noemi Marinho
Noemi Marinho (São Paulo, 17 de agosto de 1953) é uma atriz e dramaturga brasileira. 

## Biografia
Noemi Marinho é atriz formada pela Escola de Arte Dramática - EAD/USP, em 1977. Nos anos 80 e 90, trabalhou com os grupos Mambembe e Tapa. Começou a escrever para teatro no Seminário de Dramaturgia para Atores. Para este Seminário, escreveu seu texto de estreia Fulaninha e Dona Coisa. A Coleção Aplauso - Perfil da Ed. do Estado de São Paulo lançou O Teatro de Noemi Marinho, contendo neste livro as peças, Fulaninha e Dona Coisa, Homeless, Cor de Chá e Plantonista Vilma, escritas por Noemi.

## Filmografia

### Televisão
| Ano  | Título               | Personagem                      | Notas      |
| ---- | -------------------- | ------------------------------- | ---------- |
| 2018 | Assédio              | Abigail                         | Globoplay  |
| 2013 | Sangue Bom           | Margot Queiroz                  | Rede Globo |
| 2011 | Insensato Coração    | Regina                          | Rede Globo |
| 2006 | Páginas da Vida      | Marizete                        | Rede Globo |
| 2003 | Mulheres Apaixonadas | Delegada(participação especial) | Rede Globo |
| 2002 | Pequena Travessa     | Amália                          | SBT        |
| 1979 | O Todo Poderoso      | Rita                            | Band       |

### Cinema
| Ano  | Título                                | Personagem          |
| ---- | ------------------------------------- | ------------------- |
| 2024 | Vudu Delivery                         | Soraia              |
| 2024 | Saudosa Maloca                        | Dona Giulia         |
| 2021 | Amigas de Sorte                       | Antonietta          |
| 2021 | Hermanoteu na Terra de Godah: O Filme | Oloneia             |
| 2016 | O Roubo da Taça                       | Secretária da CBF   |
| 2010 | A Piscina Rasa                        | Mãe                 |
| 2007 | Não por Acaso                         | Regina              |
| 2005 | Quanto Vale ou é por Quilo?           | Professora          |
| 1994 | Louco Por Cinema                      | Alice Mary/Alice D. |
| 1982 | P.S.: Post Scriptum                   | —                   |

## Teatro
Autoria
- Fulaninha e dona Coisa (1988)
- Homeless (1991)
- Plantonista Vilma (1992)
- Solteira, Casada, Viúva, Divorciada (1993)
- Almanaque Brasil (1993)
- Brasil S/A (1996)
- Cor de Chá (2001)

Atriz
- 1976 - Homens de Papel
- 1976 - A Alma Boa de Set-Suan
- 1977 - O Apocalipse ou o Capeta de Caruaru
- 1977 - O Pecado de João Agonia
- 1981 - Cala Boca já Morreu
- 1985 - O Auto do Frade
- 1986 - Lembranças da China
- 1988 - Risco e Paixão
- 2006 - Operação Abafa
- 2016 - Gata em Teto de Zinco Quente
- 2024 - A Mulher da Van

Direção
- 1994/1995 - Corte Fatal
- 1996 - Os Reis do Improviso

## Prêmios
Recebeu o Prêmio APCA 1978 (Revelação de Atriz), Prêmio Mambembe 1988 (Melhor Atriz), Prêmio Apetesp 1988 (Revelação de Autor), Prêmio Shell 1991 (Melhor Autor) e Prêmio Apetesp 1993 (Melhor Autor).